# Hellas Sat
Hellas-Sat Consortium Limited (Hellas Sat) é o proprietário e administrador de capacidade e serviços do satélite grego/cipriota "HellasSat 2", um Astrium Eurostar E2000+, que foi lançado com sucesso no dia 13 de maio de 2003, para a posição orbital de 39 graus de longitude leste na órbita de satélites geoestacionários.

## Satélites
| Satélite    | Fabricante                              | Data do lançamento     | Veiculo de lançamento | Estado  | Nota |
| ----------- | --------------------------------------- | ---------------------- | --------------------- | ------- | --- |
| HellasSat 1 | GESAT (MBB, Dornier, ANT, Siemens, SEL) | 12 de outubro de 1992  | Delta-7925            | Inativo | Também conhecido por DFS-Kopernikus 3                                                                                 |
| HellasSat 2 | Astrium                                 | 13 de maio de 2003     | Atlas V               | Ativo   | Anteriormente conhecido por Intelsat K-TV, Intelsat APR-3, Sinosat 1B, NSS-6 e NSS-K-TV                               |
| HellasSat 3 | Thales Alenia Space                     | 28 de junho de 2017    | Ariane 5 ECA          | Ativo   | Antigo EuropaSat. Também conhecido por Inmarsat-S-EAN. É operado pela Inmarsat em parceria com a Arabsat (Hellas Sat) |
| HellasSat 4 | Lockheed Martin                         | 5 de fevereiro de 2019 | Ariane 5 ECA          | Ativo   | Também conhecido por SaudiGeoSat 1                                                                                    |